# Ruta Estatal de California 34
La Ruta Estatal de California 34, y abreviada SR 34 (en inglés: California State Route 34) es una carretera estatal estadounidense ubicada en el estado de California. La carretera inicia en el Oeste desde la SR 1     en Oxnard hacia el Este en la SR 118     en Somis. La carretera tiene una longitud de 21,5 km (13.368 mi).

## Mantenimiento
Al igual que las autopistas interestatales, y las rutas federales y el resto de carreteras estatales, la Ruta Estatal de California 34 es administrada y mantenida por el Departamento de Transporte de California por sus siglas en inglés Caltrans.

## Cruces
La Ruta Estatal de California 34 es atravesada principalmente por la  US 101     en Camarillo.
| Localidad | Miliario | Destinos                                                                                  | Notas                            |
| --- | -------- | ----------------------------------------------------------------------------------------- | -------------------------------- |
| Oxnard | 0.00     | Fifth Street                                                                              | Continuación más allá de la SR 1 |
| Oxnard | 0.00     | SR 1 (Oxnard Boulevard) – Port Hueneme, Ventura                                           |                                  |
| Oxnard | 5.28     | Rose Avenue                                                                               |                                  |
| Oxnard | 6.27     | Rice Avenue a SR 1 / US 101                                                               |                                  |
| | 10.43    | Las Posas Road a SR 1 / US 101 – Camarillo, Point Mugu, Port Hueneme, CSU Channel Islands |                                  |
| Camarillo | 12.78    | Lewis Road, Pleasant Valley Road a US 101 sur – Point Mugu, CSU Channel Islands           |                                  |
| Camarillo | R13.54   | Ventura Boulevard                                                                         |                                  |
| Camarillo | 13.60    | US 101 (Autopista Ventura) – Ventura, Los Ángeles                                         | Interchange                      |
| Camarillo | 15.87    | Las Posas Road, Upland Road                                                               |                                  |
| Somis | 17.66    | SR 118 (Los Angeles Avenue) – Ventura, San Fernando                                       |                                  |
| 1.000 mi = 1.609 km; 1.000 km = 0.621 mi Cerrada/Antigua • Terminal concurrente • Acceso incompleto • Propuesta/Sin abrir |          |                                                                                           |                                  |